# Instituto de Estudios Riojanos

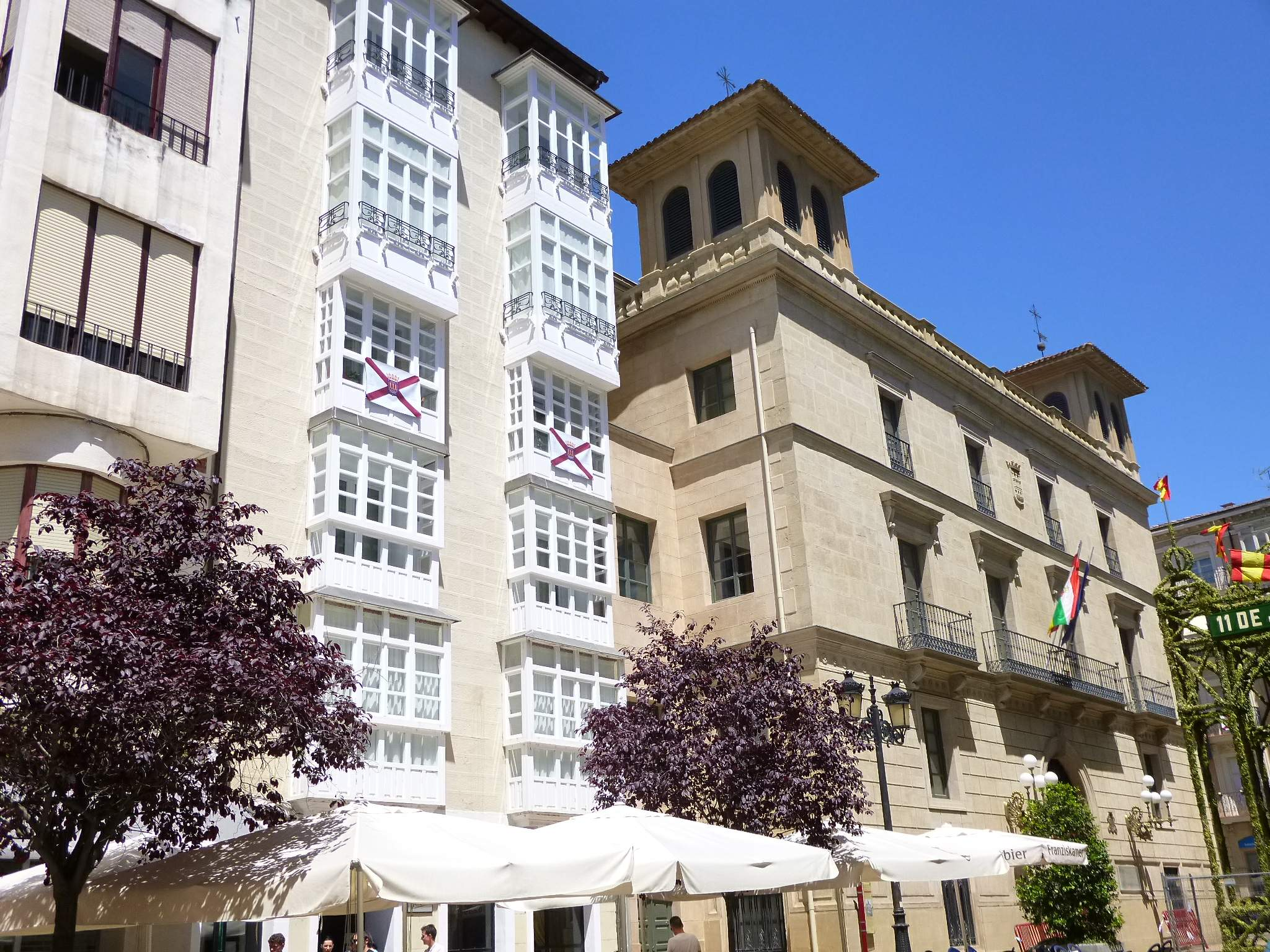
A la derecha, el "Palacio de los Chapiteles" de Logroño, sede actual del Instituto de Estudios Riojanos.

El Instituto de Estudios Riojanos (IER) es un organismo autónomo adscrito a la consejería con competencias de cultura del gobierno de La Rioja. Fundado con ese mismo nombre en el año 1946 en Logroño, tiene como fines generales la investigación, promoción, difusión y divulgación de la ciencia y cultura riojanas y de sus valores, con una visión multidisciplinar e intersectorial. Además de la promoción, difusión y divulgación del acervo cultural y folklórico riojano, en sus distintas manifestaciones, la defensa y conservación de los valores, costumbres y cultura popular de La Rioja y el asesoramiento y propuesta en materia científica y cultural riojana.
Su sede se localiza actualmente en el Palacio de los Chapiteles de Logroño (c/ Portales, 2).

## Fundación
Fue fundado el 27 de abril de 1946 con la misma denominación que posee en la actualidad, en el despacho del director de la biblioteca  de Logroño por 11 intelectuales riojanos, con el beneplácito de la entonces diputación provincial de Logroño. Entre los fundadores estaban  el cronista oficial de la provincia Pedro González, el director de la biblioteca logroñesa, Cesáreo Goicoechea Romano, Diego Ochagavía director de la escuela de comercio y secretario de la cámara de comercio de la antigua provincia de Logroño  y el presidente de la diputación Agapito del Valle. El objetivo de su reunión fue fundar una organización con fines científicos y culturales que conservara e investigara la cultura, historia, folklore y costumbres riojanas.
Con posterioridad, el 28 de mayo, fue aprobado su reglamento, el cual se envió para su aprobación a la institución competente. 
Cesáreo Goicoechea fue elegido por votación su primer presidente y su sede se situó entonces de manera provisional en la biblioteca pública de Logroño, localizada en aquella época en el Instituto Sagasta.

## El servicio actual de la institución
En la actualidad su sede se localiza en el Palacio de los Chapiteles, donde reside una comisión ejecutiva formada por el director y los directores de cada área como son la de ciencias sociales, ciencias naturales, humanidades y patrimonio regional que dirigen a una comisión asesora integrada por científicos, miembros de la administración pública, además de colectivos sociales y financieros para la realización de trabajos de investigación, divulgación, difusión y protección del acervo cultural riojano y la cultura de La Rioja.
El edificio cuenta con una biblioteca y una hemeroteca para la búsqueda de información sobre la cultura de La Rioja.
Asimismo integra un servicio de publicaciones periódicas sobre temática riojana. La institución edita numerosos libros y las revistas científicas: Berceo, nacida en 1946, la revista Zubía y la revista Belezos, cada una especializada en una temática diferente.
Se organizan conferencias y congresos, además una comisión científica competente  avala la financiación de trabajos de investigación así como de realización y distribución de trabajos editados.

## Las revistasBerceo,ZubíayBelezos
Las publicaciones Berceo, Belezos y Zubía son las revistas científicas publicadas por el instituto de estudios riojanos, formando parte estas de las numerosos trabajos publicados por la institución. 
La revista Berceo es la más antigua, comenzó su andadura en 1946, con la fundación del IER. En ella se publican estudios científicos sobre ciencias sociales, humanidades, antropología y etnografía relacionados con La Rioja.
La revista Belezos es el medio de divulgación de estudios científicos sobre las tradiciones, cultura popular, etnografía y antropología riojana. Su primer número fue publicado en el año 2006.
La revista Zubía es una publicación de periodicidad anual que contiene trabajos y artículos científicos de las áreas de Ciencias Experimentales, Naturales y Matemáticas realizados en el ámbito riojano. Su primer número fue publicado en 1985.

## Algunos de los trabajos publicados por esta institución
- Historia de la presencia del vascuence en La Rioja; Merino Urrutia; 1974.[10]
- Del Folklore riojano; Manuel de Lecuona; 1949.[11]
- Toponimia de las obras de Berceo; Manuel Ovejas; 1956.[12]
- Toponimia riojana; Manuel de Lecuona; 1953.[13]
- Apuntes sobre la sargentada de 1883 en Santo Domingo de la Calzada; Agustín García Mentola; 2009.[14]
- Paisaje y poesía de La Rioja'; José Luis Pérez Pastor; 2014.[15]
- Los Barrios de Bodegas tradicionales de La Rioja; Marta Palacios García; 2014.[16]
- El Reino de Nájera; Justiniano García Prado; 1982.[17]
- El Patriota Riojano: Nuevas referencias; José Miguel Delgado Idarreta; 2014.[18]
- El territorio y el reino de Nájera en la Alta Edad Media; Jesús Ángel Solórzano Telechea, Beatriz Arízaga Bolumburu; 2006.[19]

## Colaboradores destacados
- José Juan Bautista Merino Urrutia: (Ojacastro La Rioja; 1889- Gecho Vizcaya; 1982). Investigador, historiador  y miembro de la Academia de la Lengua Vasca.
- Julio Caro Baroja: (Madrid; 13 de noviembre de 1914–Vera de Bidasoa, Navarra; 18 de agosto de 1995).  Antropólogo, historiador, lingüista, folklorista y ensayista.
- Ildefonso Zubía Icazuriaga: (Logroño, La Rioja; 24 de enero de 1819 - ibídem; 3 de junio de 1891).  Farmacéutico y botánico español que desarrolló su labor científica en el campo de la botánica; también practicó la hidrología, agricultura, etc. No colaboró en vida pero si existen varios de sus trabajos editados de forma póstuma por el Instituto de Estudios Riojanos.